# 五連続積数
五連続積数（ごれんぞくせきすう）とは、5つの自然数を連続して積算した数。五連単数ともいう。。

## 概要
最小数は1×2×3×4×5の120というふうに、連続した5つの自然数の積算数。
以降、720、2520、6720、15120、30240、55440、95040、154440、240240、360360、524160、742560、1028160、1395360、1860480、2441880、3160080、4037880、5100480・・・と続く。

## 六連続積数
六連続積数（六連単数）は720が最小で、5040、20160、60480、151200、332640、665280、1235520、2162160、3603600、5765760の順に続く。

## 七連続積数
七連続積数（七連単数）は5040が最小で、
40320、181440、604800、1663200、3991680、8648640、17297280、32432400、57657600の順に続く。